# Нож у леђа: Стаклени лук
Нож у леђа: Стаклени лук (енгл. Glass Onion: A Knives Out Mystery) америчка је филмска мистерија из 2022. године у режији и по сценарију Рајана Џонсона. Наставак је филма Нож у леђа (2019). Данијел Крејг понавља своју улогу Беноа Блана, прослављеног детектива који преузима свој наредни случај. Садржи нову ансамблску поделу улога коју чине: Едвард Нортон, Џанел Моне, Кетрин Хан, Лесли Одом Млађи, Џесика Хенвик, Мадлин Клајн, Кејт Хадсон и Дејв Батиста.
Док је промовисао Нож у леђа 2019. године, Џонсон је наговестио могућност наставка. Године 2020. потврђено је да ради на причи са Крејгом који би поновио своју улогу. У марту 2021. Netflix је купио права на два филмска наставка за 469 милиона долара. Снимање се одвијало између јуна и јула 2021. године на острву Спецес у Грчкој, а настављено је у Београду до септембра исте године, снимајући сцене ентеријера и Њујорка. Чланови екипе који су радили на претходном филму, директор фотографије Стив Једлин, монтажер Боб Дакси и композитор Нејтан Џонсон, учествовали су и у овом наставку.
Премијерно је приказан 10. септембра 2022. године на Филмском фестивалу у Торонту, док је од 23. новембра приказиван у одабраним биоскопима, након чега га је Netflix објавио 23. децембра исте године. Добио је позитивне рецензије критичара, који су нарочито похвалили сценарио, режију, глуму и музику.

## Радња
Током пандемије ковида 19 у мају 2020, Мајлс Брон, милијардер, суоснивач технолошке компаније Алфа, одлучује да организује забаву преко викенда у својој вили, Стаклени лук, на свом приватном острву у Грчкој, где ће гости покушати да разреше мистерију „његовог убиства”. Он позива пет пријатеља: главног научника Алфе Лајонела Тусена, гувернерку Конектиката Клер Дебелу, модну дизајнерку Берди Џеј, стримера о мушким правима Дјука Кодија, као и суоснивачицу и смењену генералну директорку Алфе Касандру „Енди” Бренд. Детектив Беноа Блан такође добија позивницу и придружује се групи заједно са Бердином помоћницом Пег и Дјуковом девојком Виски.
По доласку, Мајлс доводи у питање Бланово присуство, али му дозвољава да остане, под претпоставком да га је други гост позвао из шале. Блан чује како се Пег сукобљава са Мајлсом због ПР изјаве коју он жели да Берди објави, и види Дјука како гледа Виски и Мајлса у кревету. Пре вечере, Мајлс показује гостима Мона Лизу, коју има на позајмици из Лувра, и открива да Стаклени лук покреће „Клир”, алтернативно гориво на бази водоника које ће Алфа лансирати за недељу дана упркос забринутости Лајонела и Клер за безбедност.
Блан одмах решава мистерију Мајлсовог „убиства”, а тензије око Ендиног присуства кулминирају њеним напуштањем забаве. Изненада, Дјук се сруши и умире након што је попио пиће из Мајлсове чаше; гости у паници сумњиче Енди. Након што открију да Дјуков пиштољ недостаје, струја нестаје и сви се у паници разилазе. Блан проналази Енди, али скривени нападач пуца у њу. Блан окупља остатак групе и објављује да је решио Ендино убиство.
Проширени флешбек показује да је Енди заправо умрла недељу дана пре забаве, а њена сестра близнакиња Хелен је унајмила Бланца да истражи њену смрт. Енди је недавно избачена из Алфе због забринутости за безбедност око Клира. Изгубила је накнадно суђење након што су њене колеге лагале на суду, тврдећи да је Мајлс идеју за Алфу нацртао на салвети годинама раније. Међутим, Енди је пронашла оригиналну салвету на којој је написала идеју, те је колегама имејлом послала фотографију као доказ. Хелен сумња да је неко од гостију убио Енди да не би био дискредитован, као и да би стекао Мајлсову наклоност. Пошто су вести о Ендиној смрти још увек необјављене, Блан је замолио Хелен да се представља као Енди и оде са њим на забаву, помажући му у истражи.
Хелен помаже Блану да открије мотиве гостију да заштите Мајлса: Лајонел и Клер су већ уложили своју репутацију на Клир, Берди је исплаћено да преузме одговорност за експлоататорску фабрику у Бангладешу, а Дјук користи Виски да заведе Мајлса у замену за улогу у Алфа вестима. Хелен такође открива да су ова четири госта посетила Ендин дом на дан њеног убиства. Хелен је омела забаву како би могла да претражи гостињске собе у потрази за Ендином салветом. Када се Блан поново нађе са њом те ноћи, налаже јој да такође претражи Мајлсову канцеларију. Метак непознатог нападача блокира Ендин дневник у џепу Хеленине јакне, а Блан потом лажира њену смрт пред осталим гостима, стварајући прилику Хелен да претресе канцеларију.
Блан закључује да је Мајлс одговоран за оба убиства. Мајлс је убио Енди након што је од Лајонела сазнао за проналазак салвете, а Дјук га је приметио како одлази од њене куће. Након што је вест о Ендиној смрти објављена на интернету током забаве, Дјук је схватио истину и покушао да уцени Мајлса. Ово је навело Мајлса да отрује Дјука, искористивши његову алергију на ананас, те је узео Дјуков пиштољ да би касније убио Хелен. Хелен лоцира Ендину оригиналну салвету у Мајлсовој канцеларији и она открива свој прави идентитет свима. Међутим, Мајлс спаљује салвету и ликује због елиминисања доказа против њега. У бесу, гости почињу да уништава Мајлсове стаклене скулптуре, што кулминира тиме што Хелен запали ломачу и баци у њу узорак Клира који јој је Блан раније дао, изазивајући експлозију која уништава Стаклени лук и Мона Лизу, али сви преживљавају. Схватајући да ће уништење Мона Лизе открити опасност од Клира, што ће резултовати Мајлсовим хапшењем, гости одлучују да сведоче против њега. Хелен и Блан седе на плажи док гледају полицију како стиже.

## Улоге
| Глумац           | Улога              |
| ---------------- | ------------------ |
| Данијел Крејг    | Беноа Блан         |
| Едвард Нортон    | Мајлс Брон         |
| Џанел Моне       | Енди и Хелен Бренд |
| Кетрин Хан       | Клер Дебела        |
| Лесли Одом Млађи | Лајонел Тусен      |
| Кејт Хадсон      | Берди Џеј          |
| Дејв Батиста     | Дјук Коди          |
| Џесика Хенвик    | Пег                |
| Мадлин Клајн     | Виски              |
| Ноа Сејган       | Дерол              |
| Џеки Хофман      | Дјукова мајка      |
| Далас Робертс    | Девон Дебела       |
| Итан Хок         | Мајлсов асистент   |
| Хју Грант        | Филип              |